# Ovini Camil
Ovini Camil (en llatí: Ovinius Camillus) va ser un senador romà d'una antiga família. Va planejar una rebel·lió contra l'emperador Alexandre Sever. Es va descobrir el complot, però l'emperador en lloc de castigar-lo, el va tractar correctament i el va perdonar. Ho explica Eli Lampridi a la Història Augusta.